# Angiodysplasi
Angiodysplasi er en gastroenterologisk sygdom, der giver fejl på blodkar i mavetarmkanalen. Sygdommen er hyppigt årsag til blødninger, især i blindtarmen eller tyktarmen, men er ikke afgrænset til disse områder af mavetarmkanalen. Behandling kan ske via endoskopi, med medicin eller via kirurgi.
| Sygdom | Spire Denne artikel om sygdom er en spire som bør udbygges. Du er velkommen til at hjælpe Wikipedia ved at udvide den. |